# Urobatis
Genre
Urobatis est un genre de raies.

## Liste des espèces
Selon FishBase & ITIS :
- Urobatis concentricus Osburn & Nichols, 1916
- Urobatis halleri (Cooper, 1863)
- Urobatis jamaicensis (Cuvier, 1816)
- Urobatis maculatus Garman, 1913
- Urobatis marmoratus (Philippi, 1893)
- Urobatis tumbesensis (Chirichigno F. & McEachran, 1979)